# Tesserodon elongatus
Tesserodon elongatus là một loài bọ cánh cứng trong họ Bọ hung (Scarabaeidae).